# Ois (Coirós)
Ois (llamada oficialmente Santa María de Ois) es una parroquia española del municipio de Coirós, en la provincia de La Coruña, Galicia.

## Entidades de población
Entidades de población que forman parte de la parroquia:
- Anta (A Anta)
- Berbecha (A Berbecha)
- Castrillón (O Castrillón)
- Costa (A Costa)
- Fontelo (O Fontelo)
- Loureiros (Os Loureiros)
- Parada (A Parada)
- Penas (As Penas)
- Recebés
- Xora

## Despoblados
Despoblados que forman parte de la parroquia:
- Florez (Flores)
- Pataqueiro (O Pataqueiro)

## Demografía
| Gráfica de evolución demográfica de Ois entre 2000 y 2019 |
|                                                           |
| Datos según el nomenclátor publicado por el INE.          |